# Onthophagus modestus
Onthophagus modestus là một loài bọ cánh cứng trong họ Bọ hung (Scarabaeidae).